# جون جي. واتكينز
جون جي. واتكينز (بالإنجليزية: John G. Watkins)‏ هو عالم نفس وأستاذ جامعي أمريكي، ولد في 17 مارس 1913، وتوفي في 12 يناير 2012.